# Кемерон Діас
Ке́мерон Міше́ль Ді́ас (англ. Cameron Michelle Diaz; нар. 30 серпня 1972, Сан-Дієго, Каліфорнія) — американська акторка, супермодель, письменниця та екоактивістка. Найбільше відома за ролями у фільмах «Маска», «Дещо про Мері», «Весілля мого найкращого друга», «Ангели Чарлі», «Шрек» і «Банди Нью-Йорка».

## Біографія
Народилась 30 серпня 1972 у Сан-Дієго, штат Каліфорнія, де й провела дитинство. Батько — кубинський американець у другому поколінні; серед предків матері — німці, англійці та корінні американці. Змалку Кемерон, маючи вдома котів, мишей, пташок, змій, мріяла стати зоологинею. 
Діас відвідувала середню школу в Лонг-Біч. Як і старша сестра, слухала важку музику, проводила час із місцевими хлопцями та легко могла дати фізичну відсіч кривдникам. На концерти Оззі Озборна, Металіки та Ван Халена мати ходила разом з Кемерон.

## Кар'єра
На вечірці Діас отримала запрошення від фотографа Джефа Дюнасса попрацювати у модельній агенції «Elite». Уклавши контракт з агентством, за день зйомок вона заробляє близько 2 тисяч доларів.
У 16 років Діас почала кар'єру моделі, уклавши контракт з модельною агенцією «Еліт Модел Менеджмент». Закінчивши школу, поїхала працювати до Японії, де познайомилася з режисером Карло де ла Торре. Протягом наступних років займається моделінгом у різних країнах, працює у відомих модельних агентствах з такими дизайнерами, як Келвін Кляйн та Левіс.
У 21 рік Діас запрошена на головну жіночу роль у фільмі «Маска» з Джимом Керрі. Не маючи акторського досвіду, записується на уроки акторської майстерності. Наступні три роки вона отримувала ролі в низькобюджетних незалежних фільмах, таких як «Остання вечеря», «Відчуваючи Мінессоту» і «Тільки вона єдина». Згодом завоювала успіх роботами в картинах «Весілля мого найкращого друга» та «Дещо про Мері». Отримала схвалення критиків за участь у фільмі «Бути Джоном Малковичем». Протягом 1999—2000 років Камерон Діас знялась у багатьох стрічках, зокрема в хіті «Янголи Чарлі». 2001 року за роль у фільмі «Ванільне небо» вона була номінована на Золотий Глобус за найкращу жіночу роль другого плану, SAG Awards, премію «Вибір критиків» та AFI. Того ж року озвучила Принцесу Фіону в мультиплікаційному фільмі «Шрек», заробивши 10 мільйонів доларів. 2003 року Діас була номінована на Золотий Глобус вдруге за роботу в фільмі Мартіна Скорсезе «Банди Нью-Йорка» і стала другою акторкою (після Джулії Робертс і «Весілля»), що заробила 20 мільйонів доларів (за роль у фільмі «Янголи Чарлі: Повний вперед»).
Після виходу фільму 2014 року «Енні» Діас вирішила зробити перерву в акторській діяльності, пояснивши, що втомилася від подорожей на зйомки.

## Особисте життя
З 1989 по 1994 Кемерон зустрічалася з відеопродюсером Карлосом де ла Торре
З 1995 по 1998 Діас зустрічалася з актором Меттом Діллоном. 
З 1999 по 2003 з Джаредом Лето. 
З 2003 по 2006 — з Джастіном Тімберлейком. 
З липня 2010 по вересень 2011 зустрічалася з бейсболістом Алексом Родрігесом.
З 2015 року одружена з учасником гурту Good Charlotte Бенджі Меденном. 30 грудня 2019 року в приватній лікарні Cedars Sinai Medical Center в Беверлі-Гіллз народила доньку Раддікс. 23 березня 2024 повідомила в Instagram про народження їхнього сина Кардинала Меддена.

## Активізм
Камерон Діас відома екологічною активністю. Вона однією з перших застосувала гібрид Toyota Prius і працювала над просуванням кампанії "Жива Земля" Ела Гора, підвищуючи обізнаність про зміну клімату. Діас критикувала адміністрацію Джорджа Буша.
У 2020 році Діас зі своєю бізнес-партнеркою Кетрін Пауер запустила органічний бренд вин Avaline.
Діас брала участь у роботі з ветеранами Америки, що служили в Іраку та Афганістані (IAVA, перша і найбільша некомерційна організація для ветеранів Іраку й Афганістану), виступаючи адвокаткою для сімей військових.

## Переклади українською
- Камерон Діас. Книга про тіло. — Book Chef, 2017. — 288 с. — ISBN 978-617-7347-13-1.
- Камерон Діас. Книга про довголіття. — Book Chef, 2017. — 272 с. — ISBN 978-617-7347-83-4.

## Фільмографія
| Рік  |     | Українська назва                   | Оригінальна назва                                                         | Роль                                       |
| ---- | --- | ---------------------------------- | ------------------------------------------------------------------------- | ------------------------------------------ |
| 1994 | ф   | Маска                              | The Mask                                                                  | Тіна Карлайл (англ. Tina Carlyle)          |
| 1995 | ф   | Остання вечеря                     | The Last Supper                                                           | Джуд (англ. Jude)                          |
| 1996 | ф   | Тільки вона єдина                  | She's the One                                                             | Хізер Девіс (англ. Heather Davis)          |
| 1996 | ф   | Відчуваючи Мінесоту                | Feeling Minnesota                                                         | Фредді Клейтон (англ. Freddie Clayton)     |
| 1996 | ф   | Як втриматись на плаву             | Head Above Water                                                          | Наталі (англ. Nathalie)                    |
| 1997 | ф   | Шантаж                             | Keys to Tulsa                                                             | Труді (англ. Trudy)                        |
| 1997 | ф   | Весілля мого найкращого друга      | My Best Friend's Wedding                                                  | Кіммі Уоллес (англ. Kimmy Wallace)         |
| 1997 | ф   | Життя гірше звичайного             | A Life Less Ordinary                                                      | Селін Навіль (англ. Celine Naville)        |
| 1998 | ф   | Страх і ненависть в Лас-Вегасі     | Fear and Loathing in Las Vegas                                            | репортер (англ. TV reporter)               |
| 1998 | ф   | Дещо про Мері                      | There's Something About Mary                                              | Мері Дженсен/Метьюс (англ. Mary Jensen)    |
| 1998 | ф   | Дуже дикі штучки                   | Very Bad Things                                                           | Лаура Гареті-Фішер (англ. Laura Garrety)   |
| 1999 | ф   | Бути Джоном Малковичем             | Being John Malkovich                                                      | Лотті Шварц (англ. Lotte Schwartz)         |
| 1999 | ф   | Щонеділі                           | Any Given Sunday                                                          | Крістіна (англ. Christina Pagniacci)       |
| 2000 | ф   | Жіночі таємниці                    | Things You Can Tell Just by Looking at Her                                | Керол Фабер (англ. Carol Faber)            |
| 2000 | ф   | Ангели Чарлі                       | Charlie's Angels                                                          | Наталі Кук (англ. Natalie Cook)            |
| 2001 | ф   | Невидимий цирк                     | The Invisible Circus                                                      | Фейт (англ. Faith)                         |
| 2001 | мф  | Шрек                               | Shrek                                                                     | Принцеса Фіона (англ. Princess Fiona)      |
| 2001 | ф   | Ванільне небо                      | Vanilla Sky                                                               | Джулі Джиані (англ. Julie Gianni)          |
| 2002 | ф   | Кралечка                           | The Sweetest Thing                                                        | Крістіна Уолтерс (англ. Christina Walters) |
| 2002 | ф   | Банди Нью-Йорка                    | Gangs of New York                                                         | Дженні Евердін (англ. Jenny Everdeane)     |
| 2003 | ф   | Ангели Чарлі: Тільки вперед        | Charlie's Angels: Full Throttle                                           | Наталі Кук (англ. Natalie Cook)            |
| 2004 | мф  | Шрек 2                             | Shrek 2                                                                   | Принцеса Фіона (англ. Princess Fiona)      |
| 2005 | ф   | Хочу бути тобою                    | In Her Shoes                                                              | Меггі Феллер (англ. Maggie Feller)         |
| 2006 | ф   | Відпустка за обміном               | The Holiday                                                               | Аманда Вудс (англ. Amanda Woods)           |
| 2007 | мф  | Шрек III                           | Shrek the Third                                                           | Принцеса Фіона (англ. Princess Fiona)      |
| 2007 | мф  | Шрек: Різдво                       | Shrek the Halls                                                           | Принцеса Фіона (англ. Princess Fiona)      |
| 2008 | ф   | Пригоди у Веґасі                   | What Happens in Vegas                                                     | Джой Макнеллі (англ. Joy McNally)          |
| 2009 | ф   | Мій ангел-охоронець                | My Sister's Keeper                                                        | Сара Фіцджеральд (англ. Sara Fitzgerald)   |
| 2009 | ф   | Посилка                            | The Box                                                                   | Норма Льюїс (англ. Norma Lewis)            |
| 2010 | мф  | Шрек назавжди                      | Shrek Forever After                                                       | Принцеса Фіона (англ. Princess Fiona)      |
| 2010 | мф  | Шрек: Страшилки                    | Scared Shrekless                                                          | Принцеса Фіона (англ. Princess Fiona)      |
| 2010 | ф   | Лицар дня                          | Knight and Day                                                            | Джун Хевенс (англ. June Havens)            |
| 2011 | ф   | Зелений шершень                    | The Green Hornet                                                          | Ленор Кейс (англ. Lenore Case)             |
| 2011 | ф   | Училка                             | Bad Teacher                                                               | Елізабет Голсі (англ. Elizabeth Halsey)    |
| 2012 | ф   | Чого чекати, коли чекаєш на дитину | What to Expect When You're Expecting                                      | Джулс (англ. Jules)                        |
| 2012 | ф   | Гамбіт                             | Gambit                                                                    | PJ Пазновскі (англ. PJ Puznowski)          |
| 2012 | ф   | Автобіографія брехуна              | A Liar's Autobiography: The Untrue Story of Monty Python's Graham Chapman | Зигмунд Фрейд (англ. Sigmund Freud)        |
| 2013 | ф   | Радник                             | The Counselor                                                             | Малкіна (англ. Malkina)                    |
| 2013 | док | Невіруючі                          | The Unbelievers                                                           | себе                                       |
| 2014 | ф   | Інша жінка                         | The Other Woman                                                           | Карлі (англ. Carly)                        |
| 2014 | ф   | Секс-відео                         | Sex Tape                                                                  | Енні (англ. Annie)                         |
| 2014 | ф   | Енні                               | Annie                                                                     | Ганніган (англ. Hannigan)                  |
| 2025 | ф   | Знову в дії                        | Back in Action                                                            | Емілі (англ. Emily)                        |
| 2026 | мф  | Шрек 5                             | Shrek 5                                                                   | Принцеса Фіона (англ. Princess Fiona)      |

## Нагороди та номінації
| Нагорода                       | Рік  | Категорія                                  | Робота                      | Результат |
| ------------------------------ | ---- | ------------------------------------------ | --------------------------- | --------- |
| БАФТА                          | 2000 | Найкраща жіноча роль другого плану         | Бути Джоном Малковичем      | Номінація |
| Золотий глобус                 | 1999 | Найкраща жіноча роль — комедія або мюзикл  | Дещо про Мері               | Номінація |
| Золотий глобус                 | 2000 | Найкраща жіноча роль другого плану         | Бути Джоном Малковичем      | Номінація |
| Золотий глобус                 | 2002 | Найкраща жіноча роль другого плану         | Ванільне небо               | Номінація |
| Золотий глобус                 | 2003 | Найкраща жіноча роль другого плану         | Банди Нью-Йорка             | Номінація |
| Премія Гільдії кіноакторів США | 2000 | Найкращий акторський склад в ігровому кіно | Бути Джоном Малковичем      | Номінація |
| Премія Гільдії кіноакторів США | 2000 | Найкраща жіноча роль другого плану         | Бути Джоном Малковичем      | Номінація |
| Премія Гільдії кіноакторів США | 2002 | Найкраща жіноча роль другого плану         | Ванільне небо               | Номінація |
| MTV Movie Awards               | 1995 | Прорив року                                | Маска                       | Номінація |
| MTV Movie Awards               | 1995 | Найбажаніша жінка                          | Маска                       | Номінація |
| MTV Movie Awards               | 1995 | Найкращий танець                           | Маска                       | Номінація |
| MTV Movie Awards               | 1998 | Найкращий танець                           | Життя гірше звичайного      | Номінація |
| MTV Movie Awards               | 1999 | Найкраща акторка                           | Дещо про Мері               | Перемога  |
| MTV Movie Awards               | 1999 | Найкращий екранний дует                    | Дещо про Мері               | Номінація |
| MTV Movie Awards               | 1999 | Найкращий поцілунок                        | Дещо про Мері               | Номінація |
| MTV Movie Awards               | 1999 | Найкраща комедійна роль                    | Дещо про Мері               | Номінація |
| MTV Movie Awards               | 2001 | Найкращий танець                           | Ангели Чарлі                | Перемога  |
| MTV Movie Awards               | 2001 | Найкраща репліка                           | Ангели Чарлі                | Номінація |
| MTV Movie Awards               | 2001 | Найкраща екранна команда                   | Ангели Чарлі                | Перемога  |
| MTV Movie Awards               | 2002 | Найкраща екранна команда                   | Шрек                        | Номінація |
| MTV Movie Awards               | 2003 | Найкращий поцілунок                        | Банди Нью-Йорка             | Номінація |
| MTV Movie Awards               | 2004 | Найкращий танець                           | Ангели Чарлі: Тільки вперед | Номінація |
| MTV Movie Awards               | 2007 | Найкращий поцілунок                        | Відпустка за обміном        | Номінація |